# La Maison du palmier
La Maison du palmier est un tableau réalisé par le peintre espagnol Joan Miró en 1918 à Mont-roig del Camp. Cette huile sur toile est un paysage représentant une maison devant laquelle se trouve un palmier. Elle est conservée au musée national centre d'art Reina Sofía, à Madrid.

## Expositions
- Miró : La couleur de mes rêves, Grand Palais, Paris, 2018-2019 — n°6.